# Sinapis arvensis
La senape selvatica (Sinapis arvensis L., 1753) è una pianta erbacea, annuale, della famiglia delle Brassicacee.

## Distribuzione e habitat
Originaria del bacino del Mediterraneo, è diffusa in tutte le regioni temperate del pianeta e considerata invasiva in alcune zone del Nord America; in Italia cresce nei campi e nei ruderati, dai 0 ai 1400 m s.l.m.

## Descrizione

### Radice
Corta, gracile, e di colore marrone.

### Fusto
Pianta con fusto eretto o ascendente, mediamente alto dai 20 cm ai 100 cm, ma in condizioni ottimali può superare il metro; pubescente o scarsamente pubescente con peli irsuti o ispidi soprattutto alla base; ramoso, striato.

### Foglie
Le foglie sono picciolate con lunghezza di 1–4 cm; le basali hanno lembo oblungo, sono ovali, lanceolate, lirate, pinnafite o indivise e dentate, larghe 2–5 cm lunghe 4–18 cm;il lobo terminale è ampiamente ovato o obovato, di forma ellittica, con margine dentato; i lobi laterali sono da 1 a 4. Le foglie caulinari sono poco picciolate con lamina fogliare ovata o lanceolata spesso indivisa, margine dentato o subdentato e apice acuto.

### Fiore
L'infiorescenza è un racemo, composto da fiori con sepali gialli o verdi, strettamente oblunghi, lunghi 5–6 mm larghi 1-1,8 mm; petali di colore giallo pallido o più acceso, obovati, larghi 0,9-1,2 cm lunghi 4–6 mm; stami lunghi 4–6 mm, antere oblunghe.

### Frutti
La siliqua è ascendente o suberetta, per lo più ricurva, picciolata, glabra raramente pubescente, larga 1,5–3 cm, e lunga 2-4,5 cm, contenente mediamente 4-8 semi; le due valve presentano 3-5 venature, sono torulose, erette, con il becco di 0,8-1,2 cm, di forma conica e subulata.

### Semi
Sono di colore nero-brunastri, globosi, di 1,5–2 mm di diametro, finemente reticolati.

## Corredo genetico
La senape selvatica ha 18 cromosomi quindi il numero cromosomico è 2n=18

## Varietà
- Sinapis arvensis var. stricta Celak.
- Sinapis arvensis var. pinnatifida Stokes
- Sinapis arvensis var. schkuhriana (Rchb.)  Hagenb. 1949
- Sinapis arvensis var. orientalis (L.) Koch & Ziz.

Per le varietà schkuhriana e orientalis si ritiene dubbia la suddivisione soprattutto per la presenza di peli ricurvi verso il basso.

## Moltiplicazione
È principalmente propagata per seme.

## Principi attivi
I semi contengono glicosidi complessi: la sinalbina e la sinigrina. Le foglie contengono bassi quantitativi di acido ascorbico.

## Usi
Le foglie della senape selvatica sono commestibili allo stadio giovanile della pianta. Il loro consumo è molto diffuso nella cucina tradizionale di quasi tutte le regioni italiane, dove la pianta prende il nome di senape selvatica, lassana o rapicello. Nell'alimentazione animale, esclusi gli uccelli, i semi sono tossici e causano problemi gastrointestinali soprattutto se consumati in grande quantità.